# Lijst van spelers van Emma
Dit is een lijst van voetballers die minimaal één officiële wedstrijd hebben gespeeld in het eerste elftal van de Nederlandse voormalig betaaldvoetbalclub Emma.

## A
- Jan Advocaat

## B
- Wim van den Bergh
- De Bie
- De Bruin
- Bertus Buijtenhek

## E
- Jan Everse

## G
- Wim van der Gaag
- Cor van der Gijp
- Freek van der Gijp
- Janus van der Gijp
- Jur van der Gijp
- Wim van der Gijp

## H
- Piet Haksteen
- Jan Hardenbol
- Bram van der Hoeven
- Den Hollander
- Leen Hubert

## J
- C. de Jager
- De Jong
- M. de Jonge

## K
- Edoeard Karim

## R
- Reppel
- Piet Riet

## S
- Wim van der Starre
- Eef Stolk
- Wim Stolk

## T
- Teerlink

## V
- Adriaan in 't Veld
- Leo Veldhuis
- Jan de Visser
- Leen de Visser

## Z
- Evert Zondervan